# Sardar Bridge

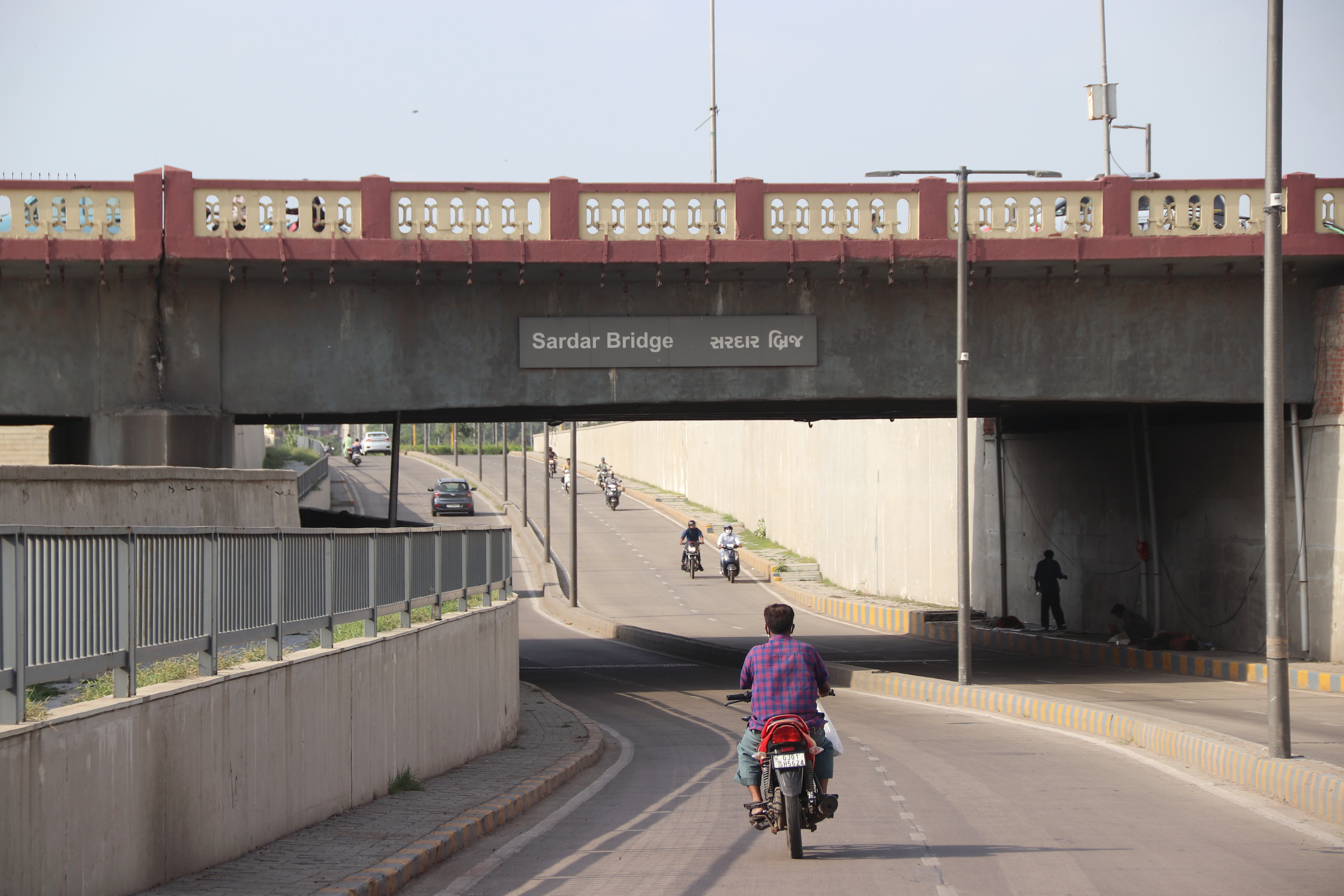
Sardar Bridge

Sardar Bridge is een brug over de rivier Sabarmati in Ahmedabad, in de Indiase deelstaat Gujarat. De brug verbindt de wijk Paldi (via de weg Bhagtacharya Road) in het westelijk gedeelte van de stad met Jamalpur, in het oosten. De brug is gebouwd in 1939.